# Typhanie Degois
Pour les articles homonymes, voir Degois.
Typhanie Degois, née le 6 janvier 1993 à Fourmies (Nord), est une femme politique française.
Venant de l'UDI, elle devient membre de La République en marche, et est élue députée de la première circonscription de la Savoie de 2017 à 2022, en battant le député LR sortant. Avant l'élection présidentielle de 2022, elle déclare soutenir Marine Le Pen et est donc écartée de LREM. En 2024, elle suit Éric Ciotti et est à nouveau candidate dans cette circonscription sous la bannière LR-RN.

## Biographie

### Formation
Typhanie Degois naît le 6 janvier 1993 à Fourmies (département du Nord),,.
Diplômée d'un master II en droit des affaires internationales de l'université de Paris II, elle prépare au sein de l'université de Lyon III les épreuves du concours d'entrée de l'école des avocats de Lyon, devant avoir lieu en septembre 2017. Elle est juriste en droit privé,,.

### Carrière politique
Ayant habité à compter de l'âge de 7 ans à Motz, près d'Aix-les-Bains (Savoie), elle passe par l'UDI, avant de rejoindre Les Jeunes avec Macron, au printemps 2015,. En avril 2016, elle devient référente locale du collectif et de La République en marche (LREM). Elle crée et anime le comité local d'Aix-les-Bains et participe aux réunions servant à l'élaboration du programme présidentiel.
Candidate aux élections législatives du 11 et du 18 juin juin 2017, elle est élue députée de la 1re circonscription de la Savoie, en battant au second tour le sortant Dominique Dord (Les Républicains), avec 50,76 % des voix. À vingt-quatre ans, elle est la plus jeune candidate LREM des élections législatives et la deuxième plus jeune députée de la XVe législature de la Cinquième République, après Ludovic Pajot du FN, élu dans le Pas-de-Calais. Le 18 mai 2022, elle déclare qu'elle ne sera pas candidate à un second mandat.
Avant l'élection présidentielle de 2022, elle annonce apporter son parrainage à la candidature de Marine Le Pen, candidate du RN.
À la suite de la dissolution de l'Assemblée nationale par le président de la République Emmanuel Macron le 9 juin 2024, elle est candidate aux législatives dans son ancienne circonscription, investie par les Républicains à droite, le micro-parti d'Éric Ciotti, président du parti Les Républicains soutenue par le Rassemblement national dans le cadre d'une alliance nationale. Elle est battue au second tour par la candidate de la coalition présidentielle, la secrétaire d’État au Numérique Marina Ferrari, qui bénéficie du soutien de la candidate du Nouveau Front populaire (NFP), retirée entre les deux tours.

## Activités parlementaires
Pour la commission des affaires européennes, elle a été rapporteur de la résolution sur le détachement des travailleurs au sein de l'Union européenne, adoptée à l’unanimité par l'Assemblée nationale en 2017.
Au cours de son mandat, Typhanie Degois adopte des positions parfois contraires à celles de son parti. En 2018, elle demande des inflexions sur la loi asile et immigration. En 2019, l'Assemblée rejette son amendement proposant d’expérimenter pendant deux ans un étiquetage indiquant le mode d’élevage de provenance des œufs utilisés comme ingrédients dans les produits alimentaires. Lors du deuxième confinement d'octobre 2020, la députée s'oppose à la fermeture des commerces de proximité. En 2021, elle demande le retrait de sa signature sur la proposition de loi visant à interdire les thérapies de conversion, que l'Assemblée nationale adopte à l'unanimité. Elle vote également contre l'extension du pass sanitaire, se déclarant en faveur de la vaccination mais opposée à l'idée de « diviser les Français en créant des catégories de citoyens ». Elle s'oppose également à la proposition de loi sur l'euthanasie ainsi qu'à l'élargissement de la PMA.

## Lobbyisme
Typhanie Degois se reconvertit comme lobbyiste après la fin de son mandat de députée en 2022. Elle travaille principalement pour le milliardaire conservateur Pierre-Édouard Stérin.